# Бруну Шина
Бруну Шина (порт. Bruno China, нар. 5 серпня 1982, Матозінюш) — португальський футболіст, що грав на позиції півзахисника.

## Ігрова кар'єра
Народився 5 серпня 1982 року в місті Матозінюш. Вихованець футбольної школи клубу «Лейшойнш». Дорослу футбольну кар'єру розпочав 2001 року в основній команді того ж клубу, в якій провів вісім сезонів, взявши участь у 186 матчах чемпіонату. Більшість часу, проведеного у складі «Лейшойнша», був основним гравцем команди. 2007 року допоміг їй виграти Другу лігу і протягом 2007–2009 років захищав її кольори на рівні найвищого португальського дивізіону.
Влітку 2009 року за 400 тисяч євро перейшов до іспанської «Мальорки», у складі якої, утім, не закріпився і вже за рік повернувся на батьківщину, ставши гравцем «Ріу-Аве».
Згодом по півтора сезони відіграв за «Академіку» (Коїмбра) та «Белененсеш». Залишивши останню команду влітку 2015, півроку лишався без клубу, а на початку 2016 року приєднався до рідного «Лейшойнша». Відіграв за його команду останні два з половиною сезони своєї ігрової кар'єри.